# Marinelazarett Glückstadt
Das Marinelazarett Glückstadt war eine Einrichtung des militärischen Sanitätsdienstes in der Gemeinde Engelbrechtsche Wildnis östlich von Glückstadt im Kreis Steinburg. Nach dem Zweiten Weltkrieg diente das Gebäude bis 1956 als Kreiskrankenhaus des Kreises Steinburg. Danach war es wieder ein Lazarett und von 1970 bis 1974 ein Bundeswehrkrankenhaus. Heute wird es als privatwirtschaftliches (Vitanas) Heim für psychisch Kranke genutzt.

## Marinelazarett
1939 hatten die Sanitätsoffiziere Rudolf Tidow und Wunderlich den Auftrag erhalten, die Volksschule wieder als Lazarett einzurichten. Das bis dahin dort befindliche Inventar von Glückstadts allererstem Marinelazarett war gleich nach dem Westfeldzug nach La Baule verlegt worden. Beide Ärzte verließen das Lazarett im Juni 1940.

### Neubau (1942)
Nach den Erfahrungen der Reichsmarine mit den Lazaretten in Stralsund, Sanderbusch und Bremerhaven plante die Kriegsmarine 1938/39 ein weiteres Lazarett im Raum Glückstadt. Dass sie sich für den Standort Engelbrechtsche Wildnis entschied, war der von größeren militärischen Objekten abgesetzten Lage zwischen Hamburg und der großen Marinestation in Brunsbüttelkoog geschuldet.

„Das war militärisch richtig gedacht; aber der Ort war für ein großes Friedenskrankenhaus ohne ausreichendes Einzugsgebiet zu abgelegen. Man hatte besten landwirtschaftlich nutzbaren Kohlboden verbaut; stattdessen hätte man das Lazarett in die Heide zwischen Krempe und Itzehoe verlegen sollen.“

Der „geschlossene und anmutige“ Gebäudekomplex folgte dem Bauentwurf von Kurt Diestel. Die Bauleitung oblag den Glückstädter Architekten Carl Schröder und J. Ravens. Der am 17. November 1942 eingeweihte Bau kostete 4,5 Mio. Reichsmark. Er umfasste das Hauptgebäude, ein Arzthaus, ein Wohnheim für Angestellte und Krankenschwestern, Wirtschaftsgebäude, Stallungen und Garagen. Die Grundmauern des dreigeschossigen Baus ruhten auf einer 22 Meter tiefen Pfahlgründung mit 1.004 Rammpfählen. Die meisten Krankenzimmer lagen nach Süden. Der Mittelbau trug eine 64 m lange Terrasse. Im Keller waren Luftschutzbunker mit eigenen Operationsräumen. Mit 530 Räumen bei nur 120 Betten war das Haus zwar verschwenderisch angelegt, aber während des ganzen Krieges bis in die ausgedehnten Dachböden mit 300 bis 700 Verwundeten aller Wehrmachtteile belegt.
Außer den zum Teil schwer verwundeten Soldaten musste das Lazarett auch die Zivilbevölkerung chirurgisch versorgen. Leichtere Eingriffe erfolgten im Städtischen Krankenhaus, die schweren nur im Marinelazarett. Als im Juli 1943 die verheerenden Luftangriffe auf Hamburg einsetzten, begann für das Lazarett die große Bewährungsprobe. Während nachts die Bomber der Alliierten über die völlig abgedunkelten Gebäude flogen, karrten Ärzte, Pfleger und Schwestern die Verwundeten in ihren Betten in die riesigen Luftschutzkeller. Tag und Nacht, wochenlang wurden Hunderte von Verletzten mit Brandwunden und Knochenbrüchen in oft elendem Zustand in die Operationssäle gebracht. Das ganz neue Sulfonamid bewährte sich. Besonders die Brandverletzten fürchteten neue Brandbomben. Waren sie wegen Brüchen in Drahtextensionen ans Bett gefesselt, lösten sie sich von den Gestellen. Ohnehin sehr pflegeaufwändig, mussten sie am nächsten Morgen erneut versorgt werden.
Der Landrat (Friedrich Karl von Lamprecht) dankte jedem Mitarbeiter des Lazaretts mit einer Urkunde.

### Chefärzte
- Marineoberstabsarzt Paul Schulz-Schmidtborn (1939/40)
- Hinrich Hengstmann (1940–1945)
- Stabsarzt d. R. August Vogl, Chirurgie (1941–1944)
- Oberstabsarzt Helmut Büsing (1945)

## Kreiskrankenhaus Steinburg (1945–1956)
Nach der bedingungslosen Kapitulation der Wehrmacht beschlagnahmte die britische Militärregierung das Marinelazarett. Innerhalb von 24 Stunden mussten die deutschen Verwundeten abtransportiert werden. Die Chirurgische Abteilung kam wieder in die Glückstädter Volksschule, die Innere in die ehemalige (nationalsozialistische) Landesarbeitsanstalt, die frühere Provinzial-Korrektionsanstalt für die Provinz Schleswig-Holstein. Die Engländer zogen schon nach einem halben Jahr ab und überließen das Haus Displaced persons, vor allem tuberkulosekranken Polen. Das Personal arbeitete währenddessen in der Volksschule und im Anstaltsgebäude. Rudolf Tidow, nach dem Krieg Oberarzt in großen Krankenhäusern, übernahm am 1. Juni 1946 die Leitung der Inneren Abteilung.

### Neuer Altbau
Als das (noch immer neue) Haus an der Grillchaussee sich im Herbst 1948 zu leeren begann, zog die Chirurgie am 1. Oktober ein. Die anderen Abteilungen folgten bald. Der Kreis Steinburg besaß nun das „schönste und modernste Krankenhaus“ in Schleswig-Holstein. Es hatte 300 Betten. Die Innere Abteilung verfügte über eine Infektionsstation. Der Chirurgie unterstellt war die Abteilung für Frauenheilkunde und Geburtshilfe mit einem vorzüglich eingerichteten Kreißsaal. Daneben bestanden Abteilungen für Augenheilkunde und kurzzeitig auch für Dermatologie. Neben Radiologie und Labormedizin wurden auch Balneotherapie, Physikalische Therapie und Chiropraxis angeboten. Zum Haus gehörten eine Apotheke, eine Großküche mit Diätküche, ein holzgetäfelter Festraum mit Altar, eine Bühne mit Filmprojektor, eine Desinfektionsanlage und Entlausungsstation, Werkstätten, Telefonzentrale und Kesselhaus. 1962 wurden August Vogl Chef der Chirurgie und Götz Rosolleck Chef der Inneren. Helmut Büsing war von 1945 bis 1956 Chefarzt des Kreiskrankenhauses.

### Politik
In der Nachkriegszeit vermisste man im Kreis Steinburg ein leistungsfähiges Kreiskrankenhaus; seine Schaffung wurde zum vordringlichen Bedürfnis erklärt. Als 1947/49 in Itzehoe das Krankenhaus Julienstift nach der Kaserne am Langen Peter verlegt wurde, sprach man von einem Abkommen zwischen Kreis und Städten, um die Krankenhausplanung auf die Wünsche der Bevölkerung abzustimmen. Daraus wurde so wenig wie aus einem Zweckverband für die Krankenhäuser in Glückstadt und Itzehoe. Zentral gelegen, hatten die Städtischen Krankenanstalten Itzehoe von vornherein ein Übergewicht. Außerdem schrieb die Gesetzliche Krankenversicherung vor, dass ihre Versicherten stets dem nächstgelegenen Krankenhaus zuzuweisen waren.
Am Südwestrand des Landkreises in offenem Land gelegen und durch die Elbe ohne jedes Hinterland, hatte Glückstadt das Nachsehen. Zu viele Eigeninteressen in Glückstadt selbst verhinderten die einzig vernünftige Lösung, die Zusammenlegung des Stadtkrankenhauses mit dem Kreiskrankenhaus. Vielen war es „in die Wildnis“ zu weit. Obendrein verließen seit 1947 immer mehr Heimatvertriebene das überfüllte Schleswig-Holstein. Bei dem zunehmenden Bettenüberhang wurden erst die Kinderstation, dann auch die Innere Abteilung selbst geschlossen. Das Haus wurde unwirtschaftlich; der Zuschussbedarf von 200.000 bis 500.000 Deutsche Mark stieg ständig. Die Beanspruchung der Chirurgie blieb groß. Gegen erbitterte Widerstände in Glückstadt beschloss der Steinburger Kreistag am 23. Februar 1956, das Kreiskrankenhaus zum 30. September 1956 zu schließen.

## Bundeswehrkrankenhaus (1957–1974)

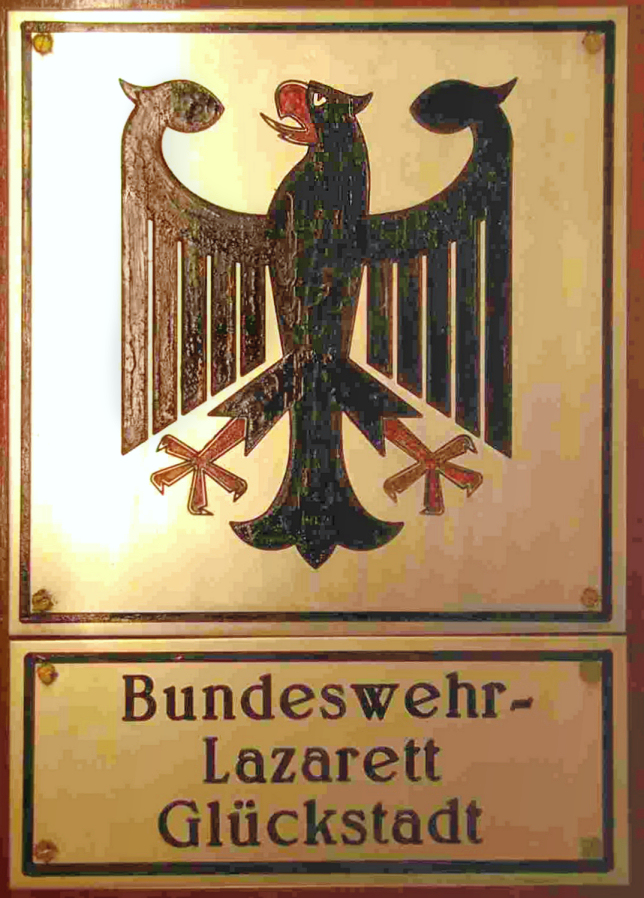
Marinelazarett

Bundeswehr und Bundesgrenzschutz legten ihre Patienten immer gern ins Bundeswehrkrankenhaus Glückstadt. Die Bundeswehr machte ihren Anspruch auf das ehemalige Marinelazarett zum 1. April 1957 geltend. So übergab die Bundesvermögensverwaltung das Kreiskrankenhaus Glückstadt der Bundeswehr am 28. Dezember 1956. Ab dem 1. Januar 1957 diente das Gebäude als Schule für Sanitäter, bald auch als Lazarett. In den besten Jahren hatte es 270 Betten: 130 für Chirurgie, 95 für Innere Medizin, 10 für Augenheilkunde und 35 für Infektionen. Zuletzt war die Bettenzahl auf 64, die Zahl der Ärzte von zwölf auf fünf zurückgegangen. Infolge organisatorischer Umstellungen ließ das Bundesministerium der Verteidigung das Krankenhaus langsam eingehen. Am Freitag, dem 13. Dezember 1974 verließ der letzte Patient das Haus, das am 31. Dezember 1974 geschlossen wurde. In sieben Jahren waren 50.000 Patienten stationär und 110.000 Patienten ambulant behandelt worden. Chefärzte waren Flottenarzt Dr. Rudolf Tidow, Flottillenarzt Dr. v. Gregory, Flottenarzt Dr. Windsor und Oberstarzt Dr. Suhr. Am 1. April 1975 wurde der Krankenhausbetrieb eingestellt.